# Saint-Julien-de-l'Escap

Saint-Julien-de-l'Escap este o comună în departamentul Charente-Maritime, Franța. În 1 ianuarie 2022 avea o populație de 857 de locuitori.